# إميليانو توريس
إميليانو توريس (بالإسبانية: Emiliano Torres)‏ هو رسام ومصور وكاتب سيناريو ومخرج أرجنتيني، ولد في 5 ديسمبر 1971.

## وصلات خارجية
- إميليانو توريس على موقع IMDb (الإنجليزية)
- إميليانو توريس على موقع ألو سيني (الفرنسية)
- إميليانو توريس على موقع أول موفي (الإنجليزية)
- إميليانو توريس على موقع قاعدة بيانات الفيلم (الإنجليزية)
- إميليانو توريس على موقع كينوبويسك (الروسية)
- إميليانو توريس على موقع كينوبويسك (الروسية)